# Hambye
Hambye é uma comuna francesa na região administrativa da Normandia, no departamento Mancha. Estende-se por uma área de 29,71 km². Em 2010 a comuna tinha 1 159 habitantes (densidade: 39 hab./km²).